# 首なし娘事件
首なし娘事件（くびなしむすめじけん）は、1932年（昭和7年）に愛知県で発生した殺人事件。詳細な事情は不明であるが、男が恋愛関係にあった女を殺害し、さらに遺体を切断したものである。解体された遺体の状況が、常軌を逸したバラバラ殺人であった。
陰獣事件（いんじゅうじけん）とも呼ばれる。当時の新聞が、犯人のことを、江戸川乱歩の小説『陰獣』になぞらえて「陰獣」と呼んだことに由来するが、実際には小説の内容と事件との間に特に類似点はない。

## 事件の概要
1932年（昭和7年）2月8日、愛知県名古屋市中村区米野町の鶏糞小屋で、若い女性の腐乱死体が発見された。体つきから女性と分かったものの、遺体は常軌を逸した損傷を受けていた。頭が切断され持ち去られていた上、胴体から乳房と下腹部がえぐり取られていた。捜査の結果、遺体の身元が19歳（当時）の女性と判明。彼女と恋愛関係にあった和菓子職人の男性（当時43歳）が、1月14日に仕事先の東京から舞い戻り、旅館で彼女と何度も会っていた形跡があった。警察は、聞き込みの結果から、1月22日ごろ和菓子職人の男性が女性を殺害した上、遺体を切り刻んだと推測。彼を指名手配したが、行方はつかめなかった。
ところが2月11日、犬山城にほど近い犬山橋近くの木曽川河原で、被害者の頭部が遺留品とともに発見された。頭部からは頭髪とともに頭皮がはぎ取られていたうえに眼球がえぐられ、下あごが刃物で著しく損壊されていた。
さらに3月5日。頭部の発見現場近くの茶店の主人が、掃除のため別棟の物置を開けようとした。ところが、引き戸は中から鍵が掛けられている。いぶかしみながら扉を外して入ったところ、異様な姿の首吊り遺体を発見した。死後1ヶ月経過した遺体は腐敗が進んで猛烈な臭気を発し、腐乱死体であることを差し引いてもその姿は常軌を逸していた。遺体の正体は中年の男性で、頭には長い頭髪がついたままの女性の頭皮をカツラのようにかぶり、女性用の毛糸の下着の上に黒い洋服を着て、足にはゴムの長靴をはいていた。この腐敗した遺体こそが犯人の中年男性であった。男性の上着のポケットには女性の財布が入っていたが、その財布に入れていたお守り袋の中身には女性の眼球が収められている。さらに小屋の片隅にあった冷蔵庫には、名古屋市で発見された被害女性の遺体から持ち去った乳房と下腹部が、安置でもするように隠されていた。
群馬県で生まれ育った犯人は、若い頃から神仏を篤く信仰し、死後の世界の存在を信じて疑わなかった。後に和菓子職人となった彼は東京・浅草で和菓子店を営み、妻と子供にも恵まれていたものの、1923年（大正12年）の関東大震災で店を失う。彼は妻子を捨て、仕事を求める旅に出た。その道中である女性と知り合い、名古屋市に落ち着いて所帯を持つことになる。犯人は饅頭工場で働き、後妻は裁縫を近所の娘達に教えていた。この裁縫教室の教え子の中に、被害女性がいた。やがて健康がすぐれない後妻は裁縫教室を閉じて入院し、被害女性は師匠（後妻）の元へかいがいしく見舞いに通っていた。その生活の中で、犯人は被害女性と関係を持つようになる。1931年（昭和6年）秋、後妻は看病のかいもなく病死。後妻の遺体は献体されたが、犯人は妻の遺体が解剖されていく有様を、目もそらさず見守っていたという。
やがて犯人は、些細なことで工場を辞職。心機一転を図って12月に上京したものの、内向的な性格も手伝って仕事につまずいた。そして、昭和7年1月14日に名古屋に戻り、被害女性を旅館に呼び出した。その後は昼も夜も無く情事にふけった末、彼女を最初の事件現場に連れ込んで絞殺、遺体を損壊した。
犯人は、最終的に愛する女性との一体化を望み、彼女の頭皮や下着を纏って自殺を遂げたものと思われる。